# Kältewelle im Winter 1984/85 in Nordamerika
Die Kältewelle im Januar 1985 war ein meteorologisches Ereignis, welches große Teile der Vereinigten Staaten sowie Kanadas betraf. Dabei wurde Kaltluft arktischen Ursprungs weit in den Süden transportiert. Betroffen waren davon fast alle Bereiche der nordamerikanischen Ostküste sowie Kanadas, in denen es Tiefsttemperaturen gab, die Rekordwerte erreichten. Bemerkenswert ist, dass der Kältewelle ein ungewöhnlich warmer Dezember 1984 vorangegangen war.

## Meteorologische Lage
Von Sonntag, dem 20. Januar, bis Dienstag, dem 22. Januar 1985, konnte der Polarwirbel zusammen mit einem großräumigen Hochdruckgebiet Polarluft in weite Teile der östlichen USA lenken. Die Luft erreichte am 21. Januar und 22. Januar die amerikanischen Südstaaten und verursachte dort einen Temperatursturz. Am 19. Januar 1985 erreichte die Kaltluft als eine der ersten Großstädte der USA die Stadt Chicago. Dort wurden in der Nacht −33 °C gemessen. Dazu blies ein Wind mit 11 m/s, was eine gefühlte Temperatur von −61 °C verursachte – ein bis heute ungebrochener Rekord. Nach einer Korrektur bei der Berechnung der gefühlten Temperatur im Jahr 2001 konnte für jene Nacht in Chicago eine gefühlte Temperatur von −60 °C errechnet werden. 
In St. Louis und Pittsburgh fiel das Thermometer auf −28 °C, in Cincinnati auf −29 °C. Im weiter südlich gelegenen Memphis wurde −20 °C gemessen. Am 21. Januar 1985 wurden in der Kleinstadt Akron im Bundesstaat Ohio −31 °C gemessen. Auf dem Weg nach Süden brachte sie auch den an der Atlantikküste gelegenen Orten sehr tiefe Temperaturen. Im Central Park von New York wurden am Morgen des 21. Januar  −19 °C gemessen, in Washington D.C. −20 °C.
Die östlichen Südstaaten waren auf die Kaltluft weit weniger vorbereitet als der Norden. In Nashville fiel das Thermometer auf −27 °C, was aber keinen Allzeitrekord darstellt. Dieser wurde vor allem in weiter südlich gelegenen Regionen gemessen. Charlotte in North Carolina vermeldete mit −21 °C ebenso einen Rekord wie Macon in Georgia mit ebenfalls −21 °C. Selbst in Florida kam die Kaltluft nicht zum Stillstand und sorgte in Jacksonville für −14 °C sowie in Gainesville für −12 °C. In Südflorida wurde am Airport in Miami am Morgen des 22. Januar 1985 mit −1 °C das erste Mal seit 1977 wieder eine Temperatur im Frostbereich gemessen.

## Auswirkungen und Schäden
Durch die Kältewelle kamen mindestens 126 Menschen zu Tode. 90 % der Zitrusplantagen in Florida fielen dem Frost zum Opfer. Dies alleine verursachte einen Schaden von 1,2 Milliarden Dollar. Durch die Kältewelle wurde die Amtseinführung des wiedergewählten US-Präsidenten Ronald Reagan behindert. Die obligatorische Parade wurde aufgrund der kalten Witterung abgesagt.

## Weitere Entwicklung
Eine Woche später, Anfang Februar 1985, erreichte eine neue Kältewelle diesmal die weiter westlich gelegenen Teile der USA. Betroffen waren vor allem die Bundesstaaten Montana und Utah sowie Colorado. Auch hier wurde Allzeittiefstwerte erreicht. Im Bundesstaat Utah gab es am 1. Februar 1985 mit -56 °C die zweitkälteste jemals auf dem Gebiet der Vereinigten Staaten außerhalb Alaskas gemessene Temperatur.